# 鋒裕匯理
鋒裕匯理證券投資信托股份有限公司（英語：Amundi Taiwan Limited）是法國著名資產管理公司東方匯理於2012年在臺灣設立的全資子公司，主要承辦銀行客戶基金業務，自2021年起在北京開展私募基金管理項目。
鋒裕匯理的母公司東方匯理（英語：Amundi）成立於2010年，由法國農業信貸銀行與法國興業銀行資產管理部門合併而成，不僅是歐洲最大的資產管理公司，也是世界前十大資產管理公司之一。

## 外部連結
- 官方网站